# 景城郡
景城郡，中国唐朝时设置的郡。
天宝元年（742年）改沧州置，治所在清池县（今河北省沧州市东南）。辖境相当今天津市海河以南，静海县和河北省青县、泊头市以东，东光县及山东省宁津、乐陵、无棣等市县以北地区。下辖清池县、景城县、盐山县、南皮县、鲁城县、弓高县、东光县、临津县、饶安县（今河北省盐山县千童镇）、乐陵县（今山东省乐陵市丁坞镇）、长芦县（今河北省沧州市运河区南陈屯乡）、无棣县（今山东省庆云县常家镇于家店村）。乾元元年（758年）复改为沧州。北宋又改为景城郡，后废。
唐朝景城郡太守
- 李偃（742年）
- 严损之（754年）
- 刘道玄（755年）
- 李暐（756年）
- 乌知洽（757年）